# Ellobius fuscocapillus
Ellobius fuscocapillus е вид бозайник от семейство Хомякови (Cricetidae).

## Разпространение
Видът е разпространен в Афганистан, Иран, Пакистан и Туркменистан.